# Köztörök nyelvek
A köztörök (vagy sáz-török) az altaji nyelvcsaládon belüli török nyelvek csoportosításához használt egyik nagyobb nyelvi egység elnevezése, mely – bizonyos rendszeres hangzómegfelelések alapján (sáz: š / lir: l; sáz: z / lir: r) –, a köz- és az ogur török (sáz-, illetve lir-török) nyelveket állítja egymással szembe.
A köztörök nyelvek Lars Johanson felosztása szerint:
- délnyugati: Oguz nyelvek
- északnyugati: Kipcsak nyelvek
- délkeleti: Ujgur nyelvek (turki)
- északkeleti: Szibériai török nyelvek[4]

A kazáriai rovásírásos feliratok alapján elképzelhető, hogy a mára már kihalt kazár nyelv is a köztörök nyelvek családjába tartozhatott.

## Lásd még
- Török nyelvek
- Kazáriai rovásírás

## Külső hivatkozások
- Turkic Languages: Resources – University of Michigan (angolul)